# Dorothy Arzner
Dorothy Arzner (São Francisco, 3 de janeiro de 1897 - La Quinta, 1º de outubro de 1979) foi uma diretora de cinema estadunidense, cuja carreira começou no cinema mudo, no final dos anos 1920 e durou até os anos 1940. Dorothy foi a única mulher diretora de cinema trabalhando nos anos 1930 e uma das poucas a estabelecer uma reputação na indústria cinematográfica nesta época.

## Biografia

### Vida pessoal
Nascida em São Francisco, era filha de Louis e Jenetter Arzner. Cresceu em Los Angeles, onde o pai tinha um restaurante bastante frequentado por muitas celebridades de Hollywood. Assim que terminou o ensino médio, ela foi aceita na Universidade do Sul da Califórnia, pretendendo se formar em medicina onde estudou por dois anos. Durante a Primeira Guerra Mundial, ela deixou a faculdade para trabalhar no corpo de ambulâncias. Com o fim da guerra, ela visitou um estúdio de filmagem e desistiu da carreira na medicina.

### Relacionamentos
Dorothy teve vários relacionamentos amorosos com atrizes da época, incluindo Alla Nazimova e Billie Burke. Passou seus últimos 40 anos ao lado da coreógrafa e dançarina Marion Morgan, que faleceu em 1971.

## Carreira
Pelas conexões que a família tinha com o diretor William C. DeMille, Dorothy conseguiu um emprego como estenógrafa, em 1919, na The Famous Players Film Company, que posteriormente se tornaria a Paramount Pictures. Dorothy cresceu na carreira ate´se tornar roteirista, promovida depois a editora de filmes, função que dominou com apenas seis meses de trabalho. Seu primeiro trabalho como editora foi em 1922 no renomado clássico Sangue e Areia (1922), estrelando Rudolph Valentino. Ela logo receberia muitos elogios por seu trabalho. Impressionado com sua técnica, o diretor James Cruze a empregou como roteirista e editora de diversos de seus filmes, como Old Ironsides ("Fragata Invicta") (1926).
Dorothy conseguiu uma grande influência através destes filmes, juntamente com o seu trabalho em mais de cinquenta outros filmes na Paramount. Algum tempo depois, ela ameaçou ir para o estúdio rival, Columbia Pictures, a menos que lhe dessem o cargo de direção nos próximos longas. A Paramount concordou, em 1927, colocando-a na direção de Fashions for Women (1927), que foi um grande sucesso de público.
Na Paramount, Dorothy dirigiu Clara Bow no primeiro filme falado do estúdio, The Wild Party (1929). Para permitir que Clara pudesse circular livremente pelo set, Dorothy pendurou um microfone em uma linha de pesca, que acompanhava a atriz conforme ela atuava. Como Dorothy não patenteou a invenção, um ano depois um aparato parecido foi registrado por Edmund H Hansen, engenheiro de som Fox Film Corporation. Mesmo assim, ela ainda é creditada pela invenção.

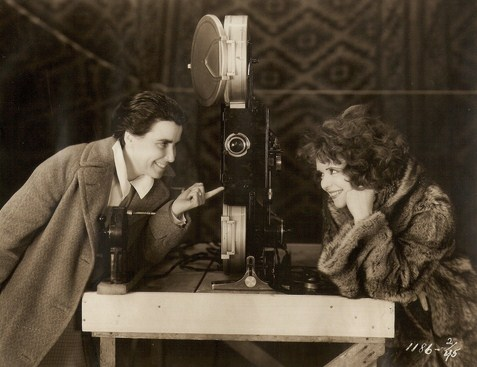
Dorothy Arzner e Clara Bow em The Wild Party

The Wild Party foi um sucesso com os críticos e o terceiro filme mais rentável de 1929. O filme, que se passava em um colégio para moças, introduziu alguns dos primeiros temas lésbicos e LGBT, muito comuns nos trabalhos de Dorothy. Seus filmes nos três anos seguintes são fortes exemplos, antes da implantação do Código Hays, uma censura imposta aos produtores, diretores e roteiristas a partir dos anos 30, depois da intensa liberdade vista nos anos 1920. Dorothy produzia filmes com mulheres independentes, livres e destemidas e isso logo incomodou a ala conservadora, que liderada pelo pastor presbiteriano William H. Hays, amigo do presidente Herbert Hoover, impôs uma série de regras às novas produções, que não deveria mostrar sexo, drogas, cenas envolvendo homossexualidade, adultério e suicídio.
Dorothy deuxou a Paramount em 1932 para trabalhar como diretora independente para vários estúdios. Muitos de seus filmes lançaram a carreira de diversas atrizes, como Katharine Hepburn (Christopher Strong), Rosalind Russell, Sylvia Sidney e Lucille Ball (Dance, Girl, Dance). Em 1936, tornou-se a primeira mulher se integrar a Directors Guild of America. Foi também a primeira mulher a dirigir um filme falado.

## Últimos anos e morte
Dorothy parou de dirigir longas em 1943 e começou a dirigir comerciais de televisão e filmes de instrução para o Exército. Produziu diversas peças nos anos 1960 e 1970, enquanto era professora na escola de cinema da Universidade da Califórnia em Los Angeles, ensinando direção e roteiro. Dorothy faleceu aos 82 anos em La Quinta, Califórnia em  1º de outubro de 1979.

## Tributos
Seus feitos no cinema lhe deram uma estrela na Calçada da Fama, em Hollywood, a Vine Street, número 1500.

## Filmografia
- Too Much Johnson (1919; perdido, apenas versão do editor)
- The Six Best Cellars (1920, editor only)
- Blood and Sand (1922)
- The Covered Wagon (1923, editor only)
- Inez from Hollywood (1924, editor only)
- Fashions for Women (1927)
- Ten Modern Commandments (1927)
- Get Your Man (1927)
- Manhattan Cocktail (1928; perdido, exceto pela sequência feita por Slavko Vorkapić relançado no DVD de 2005 Unseen Cinema)
- The Wild Party (1929)
- Behind the Make-Up (1930, uncredited)
- Sarah and Son (1930)
- Paramount on Parade (1930, co-director)
- Anybody's Woman (1930)
- The House That Shadows Built (1931; Paramount promotional film with excerpt of never-produced film Stepdaughters of War to be directed by Arzner)
- Honor Among Lovers (1931)
- Working Girls (1931)
- Merrily We Go to Hell (1932)
- Christopher Strong (1933)
- Nana (1934)
- Craig's Wife (1936)
- The Last of Mrs. Cheyney (1937, sem créditos)
- The Bride Wore Red (1937)
- Dance, Girl, Dance (1940)
- First Comes Courage (1943)